# Isaac Roberts
Isaac Roberts (ur. 27 stycznia 1829 w Groes, Denbighshire, zm. 17 lipca 1904 w Crowborough) – brytyjski astronom, pionier astrofotografii. Mąż Dorothei Klumpke.

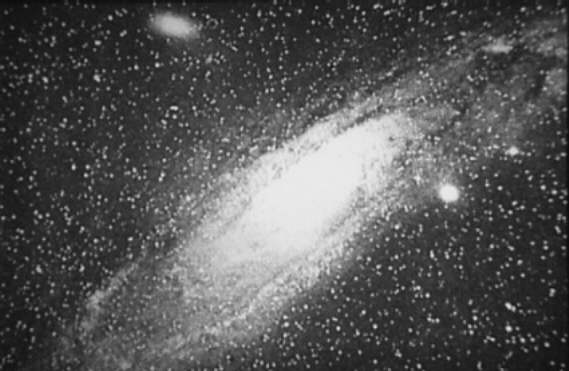
Wielka Mgławica w Andromedzie na fotografii Isaaca Robertsa

Wykonał między innymi słynne zdjęcie Galaktyki Andromedy, ukazujące jej spiralną strukturę, pierwszy raz w historii. Sugerując się powszechnym wówczas poglądem, że obiekt ten jest tylko mgławicą wewnątrz Drogi Mlecznej, Roberts uznał M31 za tworzący się aktualnie system planetarny podobny do Układu Słonecznego.
W 1901 ożenił się z Dorotheą Klumpke, z którą wspólnie prowadził badania naukowe. 
Roberts opublikował swoje prace w trzech tomach pod tytułem Photographs of Stars, Star Clusters and Nebulae. Pierwszy ukazał się w 1893, drugi w 1899, trzeci w 1928, pośmiertnie.
Jego własnej konstrukcji aparat fotograficzny znajduje się obecnie w Muzeum Nauki w Londynie.
Fotografie były regularnie wystawiane w Królewskim Towarzystwie Astronomicznym i przyczyniły się do nadania astronomowi w 1895 roku złotego medalu Towarzystwa.